# Bobov (dinastía jasídica)
Bobov (en hebreo: חסידות באבוב) (transliterado: Jasidut Bobov) es una dinastía jasídica del judaísmo jaredí originaria de Bobowa, Galitzia, en el sur de Polonia, y que actualmente tiene su sede central en el barrio de Borough Park, en Brooklyn, Nueva York.

## Introducción
Bobov está presente en la sección de Williamsburg en Brooklyn, en Monsey, Estado de Nueva York, en Lakewood, Nueva Jersey, en Montreal, Toronto, Amberes, y Londres. En Israel, Bobov está presente en Jerusalén, Bnei Brak, Asdod, Elad, el asentamiento de Beitar Illit, y en el enclave de Kyrias Bobov ubicado en Bat Yam.

## Historia

### Primer Rebe de Bobov
El Rabino Shlomo Halberstam, fue el primer Rebe de Bobov, era el nieto del Gran Rabino Chaim Halberstam de Sanz, en la aldea de Bobowa, en Galitzia. La mayoría de las primeras yeshivot (academias talmúdicas) estaban en Lituania. El siglo XIX vio la apertura de instituciones parecidas en Polonia. La primera yeshivá de Polonia, fue establecida por el primer Rebe de Bobov en 1881, en Vishnitsa, y más tarde se trasladó a Bobowa.

### Segundo Rebe de Bobov
Su trabajo continuó con su hijo,  el Gran Rabino Ben Zion Halberstam, el autor del Kedushas Tzion. La Yeshivá de Bobov estaba situada en el pueblo de Bobowa. Bajo su liderazgo, la jasidut creció en número, con jóvenes jasídicos acudiendo a Bobowa. Posteriormente, se establecieron en toda Galitzia 60 ramas de la yeshivá, y miles de seguidores. Durante la Segunda Guerra Mundial, el movimiento jasídico de Bobov fue casi destruido. El segundo Rebe falleció en la Shoá, junto con los miembros de su familia y miles de sus seguidores.

### Tercer Rebe de Bobov
Apenas sobrevivieron 300 jasidim de Bobov. El hijo del Rebe, el Rabino Shlomo Halberstam, tomó sobre sí mismo la misión de reconstruir la jasidut de Bobov. En primer lugar se asentaron en el West Side de Manhattan, más tarde se mudaron a Bedfort-Stuyvesant en Brooklyn. La Yeshivá de Bobov estaba ubicada en el lado oeste de la Avenida de Brooklyn, entre la Plaza Park y Prospect Place, más tarde se movió a Borough Park. El Rabino Shlomo era conocido por ser un hombre muy sabio y un Gaón (un hombre de buenas maneras y atributos). El Rebe era conocido por su firmeza, y por no tomar partido en las disputas. Se ganó una gran popularidad y respeto. Durante más de 50 años el Rabino Shlomo fue el Rebe de Bobov, fundó y construyó una gran red de sinagogas, escuelas jasídicas, institutos, mesivtas, y centros de enseñanza. El Rebe hizo fundar un campamento para niños en las Montañas de Catskill, en 1957, en Ferndale, Nueva York, y un campamento para niñas, Camp Gila, fue fundado dos años más tarde. Estas instituciones se expandieron por el Mundo. En el momento de su fallecimiento, en agosto del año 2000, sus seguidores guardaron luto por él. La fecha de su defunción en el calendario hebreo fue el primer día del mes de Av.

### Cuarto Rebe de Bobov
Con la muerte del Rabino Shlomo Halberstam, su hijo el Rabino Naftali Zvi Halberstam le sucedió. El Rabino Naftali Zvi murió en marzo de 2005 (el 12 de Adar II, del año 5765), a la edad de 74 años, dejando una esposa, dos hijas, y dos yernos: uno de ellos era el Rabino Yehoshua Rubin, el Rebe de Bobov-45, y el otro era el Rabino Mordechai Dovid Unger, miembro también de Bobov-45.

### Quinto Rebe de Bobov
Después del fallecimiento del Gran Rabino Naftali Tzvi Halberstam de Bobov en 2005, una disputa surgió entre los jasidim de Bobov, la mayoría preferían al Gran Rabino Ben Zion Aryeh Leibish Halberstam, mientras que una pequeña minoría prefería al Rabino Mordechai Dovid Unger, el yerno del anterior Rebe.

### Bobov-45
Durante siete años, tuvo lugar un largo proceso de arbitraje en el Bet Din, el tribunal rabínico, en el ambos grupos reclamaban el derecho al liderazgo de Bobov. Tras siete años de deliberación, el tribunal dictó que el Gran Rabino Ben Zion Aryeh Leibish Halberstam, hermanastro del anterior Rebe, era el único Rebe de Bobov. Sin embargo, el fallo del tribunal permitió al Rabino Mordechai Dovid Unger, fundar otra jasidut llamada Bobov-45. 

## Literatura de Bobov
Además de los libros reverenciados por las otras jasidut, los jasidim de Bobov veneran especialmente las obras: Kedushas Tzion, Likutei Kerem Shlomo, y Divrei Shlomo, del tercer Rebe de Bobov.